# Schädelmaske
Als Schädelmaske werden maskenartig zugerichtete menschliche Schädel bezeichnet, bei denen bis auf den Gesichtsschädel (mit Os nasale und Os lacrimale), Teile des Oberkiefers (Maxilla), des Stirnbeins (Os frontale) und der Schläfenbeine (Os zygomaticum) alle übrigen Knochen entfernt wurden. Schädelmasken sind aus dem ur- und frühgeschichtlichen Europa und aus Papua-Neuguinea bekannt.

## Europa
Die bekanntesten europäischen Exemplare stammen aus dem Jungneolithikum, wie die Schädelmaske einer erwachsenen Person aus einer Siedlungsgrube des linearbandkeramischen Erdwerkes von Eisleben (Sachsen-Anhalt), die Schädelmaske einer etwa 20–25 Jahre alten Frau aus der endneolithischen Moorsiedlung Hunte 1 am Dümmer (Niedersachsen) oder die Maske aus dem Schädel einer jungen Frau der Michelsberger Kultur aus der Siedlung Bruchsal-Aue (Baden-Württemberg). Aus der Eisenzeit stammt eine mittellatènezeitliche Schädelmaske mit Lochungen im Stirnbein aus einer Siedlungsgrube bei Wolken (bei Koblenz) (Rheinland-Pfalz), die in das 3. Jahrhundert vor Chr. datiert.
Im Jahr 2009 gab es in Wien eine Ausstellung mit dem Titel Wir sind Maske, auf der einige der Schädelmasken zu sehen waren. Eine jungsteinzeitliche Schädelmaske aus Aue im Landkreis Karlsruhe ist im Bestand des Landesamtes für Denkmalpflege Esslingen am Neckar, weitere befinden sich in den Beständen der Denkmalschutzämter Sachsen-Anhalts und Niedersachsens.

## Papua-Neuguinea

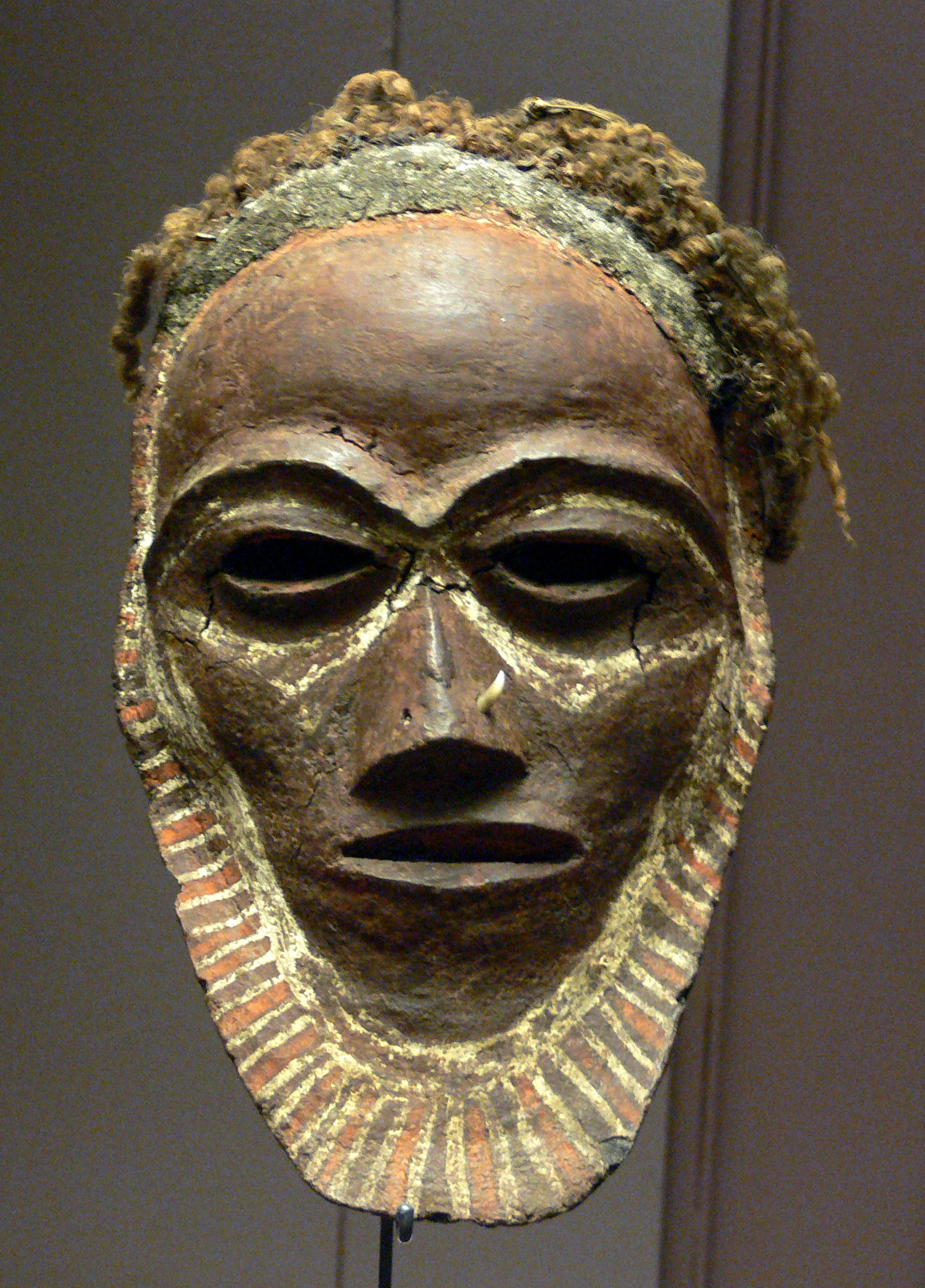
Schädelmaske (Schädelknochen, Menschenhaar, Ton?) aus Neubritannien; Südseeabteilung des Ethnologischen Museums Berlin (Sammlung Umlauf, erworben 1897)

In Neubritannien (Papua-Neuguinea) waren Schädelmasken bei den Angehörigen der Tolai in Gebrauch, wobei nur wenig über deren spirituellen Hintergrund bekannt ist. Diese Schädelmasken wurden aus Gesichtsschädeln hergestellt, die mit einer Kittmasse aus Ton und dem Saft der Früchte des Parinarium-Strauches übermodelliert wurden. Dabei wurden die Unterkiefer der Schädel mit der Kittmasse wieder angefügt. Auf der Vorderseite wurden Augen, Nase und Mund plastisch herausgearbeitet und farblich gefasst. Viele Masken tragen Frisuren aus Pflanzenfasern mit Schmuckelementen aus Federn. Anfang des 20. Jahrhunderts wurden diese Masken bei Sammlern so begehrt, dass die Tolai diese auch auf Wunsch angefertigt haben sollen.